# Тугаси
Туга́си (рос. Тугасы, чув. Тукас) — присілок у складі Шумерлинського району Чувашії, Росія. Входить до складу Ходарського сільського поселення.
Населення — 179 осіб (2010; 226 у 2002).
Національний склад:
- чуваші — 98 %